# Pfarrhaus (Opfenbach)

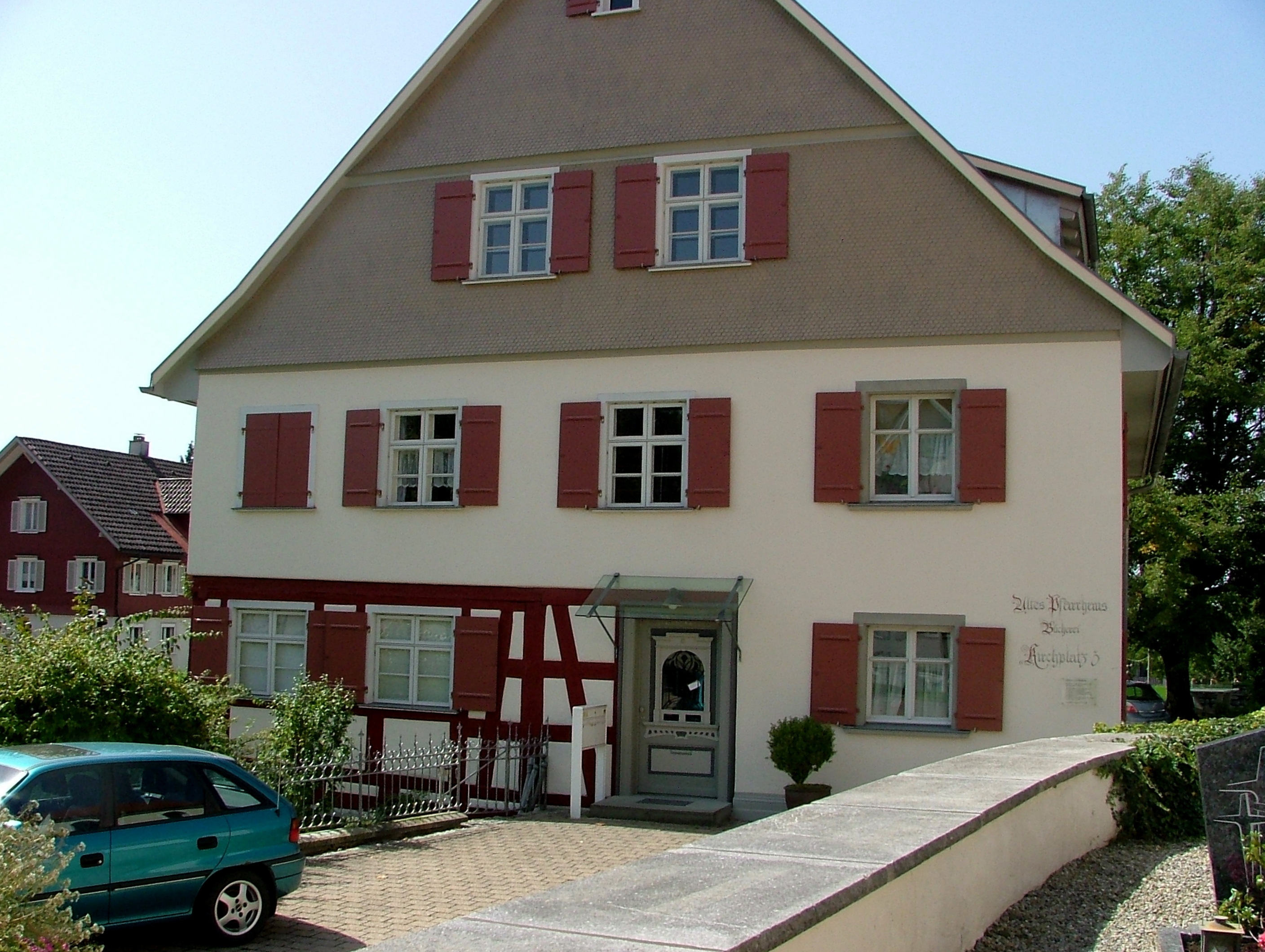
Ehemaliges Pfarrhaus in Opfenbach

Das Pfarrhaus in Opfenbach, einer Gemeinde im schwäbischen Landkreis Lindau in Bayern, wurde um 1650 errichtet. Das ehemalige Pfarrhaus am Kirchplatz 3 ist ein geschütztes Baudenkmal.
Der zweigeschossige Satteldachbau ist ein verputzter Blockbau, der teilweise in Fachwerkbauweise ausgeführt ist. Das um 1650 entstandene Gebäude wurde im 18./19. Jahrhundert erweitert.